# Кикнадзе, Ия Ивановна
Ия Ивановна Кикнадзе — генетик, заслуженный деятель науки РФ.

## Биография
Ия Ивановна родилась в городе Тюмень в феврале 1930 г. в семье служащих. Мать Антонина Александровна Решетникова, отец Иван Васильевич Балакин.
В Тюмени прошло все детство Ии Ивановны, там она поступила в школу № 1 и закончила женскую школу № 25 с золотой медалью. Поступать же решила в Ленинградский государственный университет.
Университет Ия Ивановна закончила в 1952 г. тоже с отличием, получила специальность «дарвинист-генетик». В 1952 году Ия Ивановна поступила в аспирантуру ЛГУ, а в 1955 году, по окончании учёбы, защитила кандидатскую диссертацию на тему «Динамика ДНК и РНК в овогенезе и ранняя фрагментация у беспозвоночных». Научным консультантом И. И. Кикнадзе был известный в Ленинграде цитолог Иван Иванович Соколов, советы которого Ия Ивановна высоко ценила и в дальнейшей научной деятельности.
Свою карьеру Ия Ивановна начала в 1955 г. в Ленинграде, поскольку окончив аспирантуру, была принята младшим научным сотрудником в лабораторию цитологии Зоологического института Академии наук СССР (1955—1956) (преобразован в 1956 году в Институт цитологии Академии наук СССР). В 1957 году Ие Ивановне предлагают переехать в организуемый Новосибирский академгородок, в Институт цитологии и генетики СО АН СССР, где ей обещают дать жилье и работу. Так в 1958 г. Ия Ивановна переехала со своим мужем ботаником Георгием Сергеевичем Кикнадзе и дочкой Ириной в Новосибирск.

### Институт цитологии и генетики СО РАН
В январе 1958 г. ИЦиГ Ия Ивановна устраивается на должность младшего научного сотрудника в отдел физических, химических и цитологических основ наследственности. Руководителем отдела до 1961 г. был профессор Иван Дмитриевич Романов. В 1961 г. Ия Ивановна становится старшим научным сотрудником, а с октября 1962 г. становится заведующей лабораторией общей цитологии. На Объединённом ученом совете по биологическим наукам СО АН СССР в Новосибирске в 1967 г. И. И. Кикнадзе защитила докторскую диссертацию «Функциональная организация хромосом». 10 декабря 1970 г. ей присваивается ученое звание профессора по кафедре «Цитология и генетика».
С 1994 г. Ия Ивановна становится главным научным сотрудником лаборатории эволюционной биологии клетки Института цитологии и генетики СО АН СССР (РАН).
Ия Ивановна организовала несколько научных симпозиумов: в 1970 г. — 2-й Всесоюзный симпозиум «Структура и функционирование хромосом» (Новосибирск), в 1985 г. — Всесоюзный симпозиум «Эволюция, видообразование и систематика хирономид» (Новосибирск). В 1982 г. в Академгородке прошел международный симпозиум «Организация и экспрессия тканеспецифических генов».
Ия Ивановна Кикнадзе основала в Новосибирске школу цитогенетиков-диптерологов. Стала научным руководителем для 29 кандидатов, среди её учеников многие стали известными учеными и в других странах мира.

### Новосибирский государственный университет
И. И. Кикнадзе создала цитологическую специализацию на кафедре цитологии и генетики (заведующей которой являлась с 1962 г. по 1986 г.) биологического отделения факультета естественных наук НГУ. Ученая создала и читала оригинальный курс «Цитология»/«Клеточная биология», разрабатывала программы, вела и курировала семинары, спецпрактикумы по цитологическим и генетическим дисциплинам.
Многое было привнесено в Сибирские университеты из Ленинградской биологической школы, например, практикумы и практики по цитологии и генетике в НГУ были организованы по той же системе, что и практикумы кафедры ЛГУ.

## Научная деятельность
- Разработала на модели политенных хромосом основные положения функциональной организации интерфазных хромосом;
- Под руководством И. И. Кикнадзе проведен анализ функции пуфов, определён генетический контроль синтеза тканеспецифических секреторных белков;
- Проведена микродиссекция диска, кодирующего гены тканеспецифического кольца Бальбиани, изучена молекулярная структура генов кольца Бальбиани, впервые описаны мобильные элементы у хирономид;
- Впервые изучен цитогенетический контроль ультраструктурной организации клеток слюнных желез хирономид при индуцированной репрессии и экспрессии генов;
- Разработана инверсионная геномика хирономид, основанная на глобальном анализе полиморфизма последовательностей дисков (генов) политенных хромосом на разных континентах;

Является основателем направления функциональной организации хромосом и дифференциальной активности генов у двукрылых.
Была официальным научным руководителем диссертационных работ: Это д. б. н., проф. Беляева Е.С. (1965), к. б. н. Шерудило А.И. (1965), д. б. н. Губенко И.С. (1966), д. б. н. Груздев А.Д. (1966), к. б. н. Корочкина Л.С. (1968), академик РАН Жимулев И.Ф. (1974), к. б. н. Власова И.Е. (1974), д. б. н. Семешин В.Ф. (1975), д. б. н. Бахтадзе Г.И. (1975), к. б. н. Истомина А.Г. (1976), к. б. н. Костомаха А.Н. (1977), д. б. н. Каракин Е.И. (1977), д. б. н. Гундерина Л.И. (1977), д. б. н. Колесников Н.Н. (1977), к. б. н. Зайниев Г.А. (1980), к. б. н. Захаренко Л.П. (1980), к. б. н. Леонтьев Ф.П. (1982), к. б. н. Кокоза В.А. (1983), к. б. н. Агапова О.А. (1987), к. б. н. Щербаков Д.Ю. (1988), к. б. н. Керкис И.Е. (1989), к. б. н. Филиппова М.А. (1990), к. б. н. Салова Т.А. (1996), к. б. н. Сиирин М.Т. (1996), к. б. н. Голыгина В.В. (1999), к. б. н. Андреева Е.Н. (1999), к. б. н. Безматерных Д.М. (2003), к. б. н. Ермолаева О.В. (2008).

## Научные работы
- Кикнадзе И. И. Как работает хромосома // Наука и жизнь. 1962. № 4. C. 1-25.
- Кикнадзе И. И. Хромосомы двукрылых. Эволюционное и практическое значение // Генетика. 1967. № 11. C. 145—165.
- Кикнадзе И. И., Беляева Е. С. Ядрышко, закономерности его формирования и генетическая роль // Генетика. 1967. Т. 7. № 8. C. 149—161.
- Кикнадзе И. И. Транскрипционная активность хромосом при дифференцировке клеток // Онтогенез. 1970. Т. 1. № 1. C. 7-27.
- Кикнадзе И. И. Политенные хромосомы как модель интерфазной хромосомы // Цитология. 1971. Т. 13. № 1. C. 716—732.
- Кикнадзе И. И. Функциональная организация хромосом // Усп. соврем. генетики. 1971. Т. №. C. 175—204.
- Kiknadze I.I., Perov N.A., Chentsov Yu.S. Electron microscopic studies on polytene chromosomes of Chironomus thummi salivaty glands. I. Ultrastruc-ture mapping // Chromosoma. 1976. V. 55. № 1. P. 91-103.
- Kiknadze I.I. Chromosome polymorphism in natural populations of plumosus species-group of West Siberia // Entomol. Scand. Suppl. 1987. V. 29. P. 113—121.
- Кикнадзе И. И., Колесников Н. Н., Панова Т. М. и др. Мобильные элементы генома хирономид. 1. Локализация клона pCthC1.2HR в политенных хромосомах подвидов Chironomus thummi и C. piger и их гибридов // Генетика. 1987. Т. 23. № 8. C. 1365—1376.
- Kiknadze I.I., Butler M.G., Aimanova K.G. et al. Geographic variation in polytene chromosome banding pattern of Holarctic midge Camptochironomus tentans (Fabricius) // Can. J. Zool. 1996. V. 74. P. 171—191.
- Kiknadze I.I., Butler M.G., Aimanova K.G. et al. Divergent cytogenetic evolution in Nearctic and Pale-arctic populations of sibling species in subgenus Camptochironomus Kieffer. // Can. J. Zool. 1998. V. 76. № 2. P. 361—376.
- Butler M.G., Kiknadze I.I., Golygina V.V. et al. Cytogenetic differentiation between Palearctic and Nearctic populations of Chironomus plumosus L. (Diptera, Chironomidae) // Genome. 1999. V. 42. P. 797—815.
- Kiknadze I.I., Butler M.G., Golygina V.V. et al. Intercontinental cytogenetic differentiation in Chironomus entis Shobanov, a Holarctic species in the plumosus-group (Diptera, Chironomidae) // Genome. 2000. V. 43. P. 857—873.
- Kiknadze I.I., Gunderina L.I., Istomina A.G. et al. Similarity analysis of inversion banding sequences of Chironomus species (breakpoint phylogeny) // Bioinformatics of Genome Regulation and Structure / Eds N. Kolchanov, R. Hofestaedt. Boston/Dordrecht/London: Kluwer Acad. Publ., 2003. P. 245—253.
- Kiknadze I.I. The role of chromosome polymorphism in divergence of populations and species of the genus Chironomus // Entomol. Rev. 2008. V. 88. № 5. P. 509—524.
- Kiknadze I.I., Golygina V.V., Broshkov F.D. et al. Mystery of Chironomus dorsalis karyotype (Diptera, Chironomidae) // Comp. Cytogenet. 2008. V. 2. № 1. P. 21-35.
- Kiknadze I.I., Gunderina L.I., Butler M.G. et al. Chromosomes and continents. Biosphere Origin and Evolution. Springer Verlag, 2008. P. 349—373.

## Награды и звания
Орден «Знак почета», медаль «За доблестный труд», звание «Заслуженный ветеран СО АН СССР», «Заслуженный ветеран труда», почетная грамота РАН, почетная грамота СО РАН, почетная грамота Министерства образования и науки, почетная грамота губернатора Новосибирской области В. А. Толоконского.